# Abtenau
Abtenau est une commune (Marktgemeinde) autrichienne du district de Hallein dans l'État de Salzbourg.

## Géographie

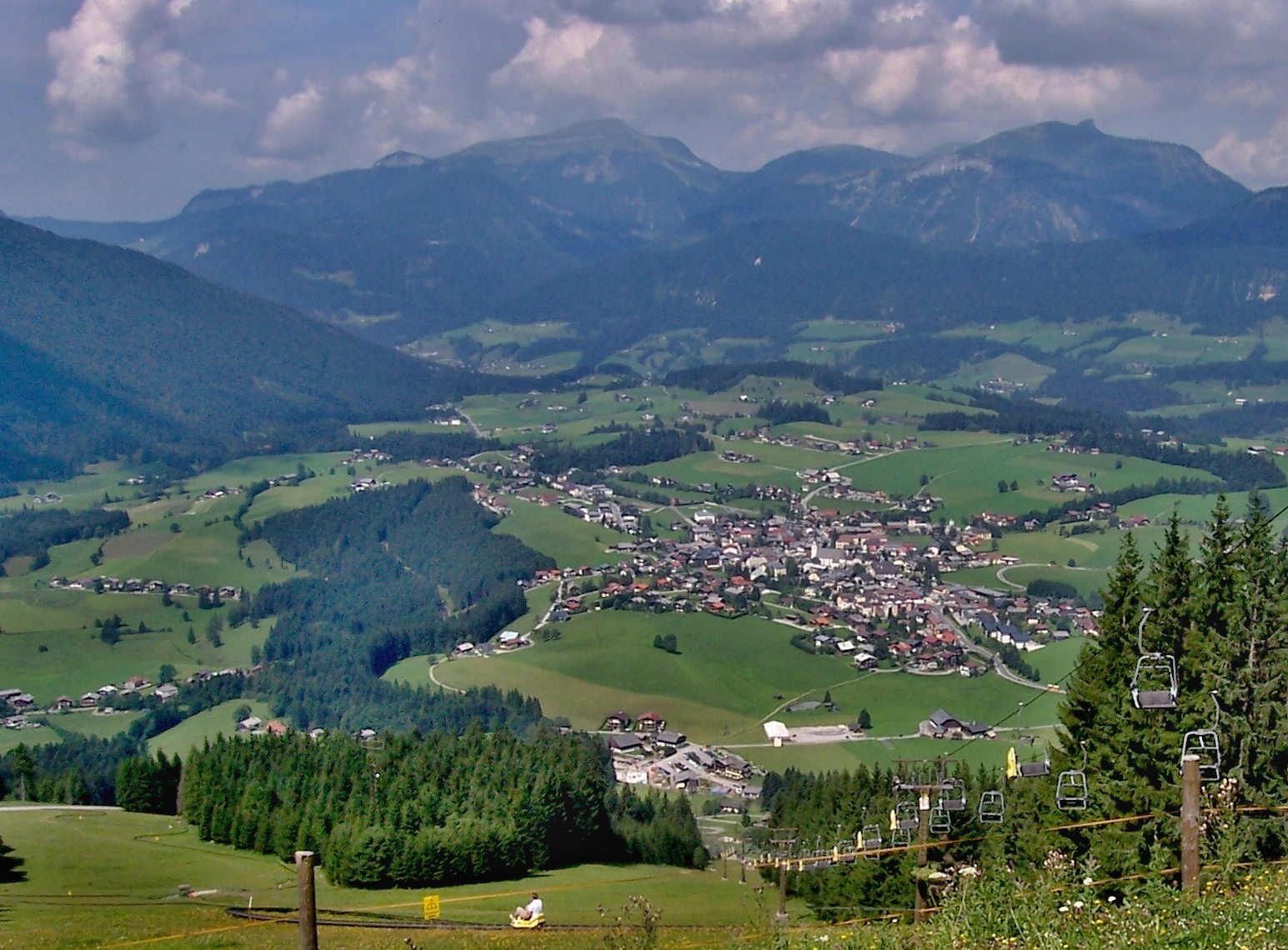
Vue sur la vallée de la Lammer.

Abtenau se situe dans la vallée de la Lammer, affluent de la Salzach, à environ 45 kilomètres au sud de Salzbourg. Au nord, le territoire communal s'étend jusqu'aux sommets du massif du Salzkammergut ; au sud-ouest se dresse le massif de Tennen. Au sud-est, les contreforts du massif du Dachstein constituent la frontière avec Gosau en Haute-Autriche.

## Histoire
La localité d'Appanouwa est mentionnée pour la première fois dans un acte de 1124, à l'occasion de la reprise de cet domaine par l'archi-abbaye Saint-Pierre de Salzbourg. La paroisse a été authentifiée par l'archevêque Adalbert III en 1191. Le village faisait pendant des siècles partie de l'archevêché de Salzbourg.
En 1507, Abtenau obtint le droit de tenir marché. La commune actuelle se constitue en 1850.

## Jumelage
- Münster (Hessen) (Allemagne) depuis 1971[2]
- Big Bear Lake (États-Unis) depuis 1985.

## Personnalités liées à la commune
- David Zwilling (né en 1949), skieur alpin ;
- Alexandra Meissnitzer (née en 1973), skieuse alpine ;
- Matthias Lanzinger (né en 1980), skieur alpin